# Arcidiocesi di Mwanza
L'arcidiocesi di Mwanza (in latino Archidioecesis Mvanzaënsis) è una sede metropolitana della Chiesa cattolica in Tanzania. Nel 2021 contava 494.970 battezzati su 3.156.741 abitanti. È retta dall'arcivescovo Renatus Leonard Nkwande.

## Territorio
L'arcidiocesi si trova nella parte settentrionale della Tanzania, affacciandosi sulla sponda meridionale del Lago Vittoria e si estende sui distretti centro-orientali della regione di Mwanza.
Sede arcivescovile è la città di Mwanza, capoluogo della regione, dove si trova la cattedrale dell'Epifania.
Il territorio è suddiviso in 46 parrocchie.

## Storia
Il vicariato apostolico di Victoria-Nyanza meridionale fu eretto il 13 luglio 1894 con il breve Ex hac beati di papa Leone XIII, ricavandone il territorio dal vicariato apostolico di Victoria-Nyanza (oggi arcidiocesi di Kampala).
Il 12 dicembre 1912 cedette una porzione del suo territorio a vantaggio dell'erezione del vicariato apostolico di Kivu (oggi arcidiocesi di Gitega).
Il 15 gennaio 1915 in forza del decreto Ad preces della Congregazione di Propaganda Fide cambiò nome in favore di vicariato apostolico di Victoria-Nyanza.
L'8 aprile 1929 cedette un'altra porzione di territorio a vantaggio dell'erezione del vicariato apostolico di Bukoba (oggi diocesi di Rulenge-Ngara).
Il 10 aprile 1929 per effetto del breve Litteris Apostolicis Nostris di papa Pio XI cedette una porzione di territorio al vicariato apostolico di Tabora (oggi arcidiocesi) e contestualmente assunse il nome di vicariato apostolico di Mwanza.
L'11 aprile 1946 cedette ancora una porzione di territorio a vantaggio dell'erezione del vicariato apostolico di Musoma e Maswa (oggi diocesi di Musoma).
Il 25 marzo 1953 il vicariato apostolico fu elevato al rango di diocesi in forza della bolla Quemadmodum ad Nos di papa Pio XII. Originariamente era suffraganea dell'arcidiocesi di Tabora.
L'8 novembre 1984 cedette un'altra porzione di territorio a vantaggio dell'erezione della diocesi di Geita.
Il 18 novembre 1987 la diocesi è stata elevata al rango di arcidiocesi metropolitana con la bolla Universae Ecclesiae di papa Giovanni Paolo II.
Il 27 novembre 2010 ha ceduto un'ulteriore porzione di territorio a vantaggio dell'erezione della diocesi di Bunda.

## Cronotassi dei vescovi
Si omettono i periodi di sede vacante non superiori ai 2 anni o non storicamente accertati.
- Jean-Joseph Hirth, M.Afr. † (13 luglio 1894 - 12 dicembre 1912 nominato vicario apostolico di Kiwu)
- Joseph Franciskus Marie Sweens, M.Afr. † (12 dicembre 1912 succeduto - 12 novembre 1928 dimesso)
- Antoon Oomen, M.Afr. † (18 marzo 1929 - 13 giugno 1948 dimesso)
  - Sede vacante (1948-1950)
- Joseph Blomjous, M.Afr. † (25 giugno 1950 - 15 ottobre 1965 dimesso[3])
- Renatus Lwamosa Butibubage † (15 gennaio 1966 - 18 novembre 1987 dimesso)
- Anthony Mayala † (18 novembre 1987 - 20 agosto 2009 deceduto)
- Jude Thaddaeus Ruwa'ichi, O.F.M.Cap. (10 novembre 2010 - 21 giugno 2018 nominato arcivescovo coadiutore di Dar-es-Salaam)
- Renatus Leonard Nkwande, dall'11 febbraio 2019[4]

## Statistiche
L'arcidiocesi nel 2021 su una popolazione di 3.156.741 persone contava 494.970 battezzati, corrispondenti al 15,7% del totale.
| anno | popolazione | popolazione | popolazione | presbiteri | presbiteri | presbiteri | presbiteri                | diaconi | religiosi | religiosi | parrocchie |
| anno | battezzati  | totale      | %           | numero     | secolari   | regolari   | battezzati per presbitero | diaconi | uomini    | donne     | parrocchie |
| ---- | ----------- | ----------- | ----------- | ---------- | ---------- | ---------- | ------------------------- | ------- | --------- | --------- | ---------- |
| 1950 | 29.435      | 818.600     | 3,6         | 51         | 17         | 34         | 577                       |         |           | 19        | 5          |
| 1970 | 117.629     | 1.057.695   | 11,1        | 65         |            | 65         | 1.809                     |         | 91        | 90        | 26         |
| 1980 | 153.938     | 1.488.000   | 10,3        | 83         | 34         | 49         | 1.854                     |         | 55        | 81        | 25         |
| 1990 | 154.000     | 1.303.000   | 11,8        | 63         | 34         | 29         | 2.444                     |         | 65        | 113       | 19         |
| 1999 | 360.232     | 2.500.000   | 14,4        | 63         | 40         | 23         | 5.717                     |         | 30        | 112       | 28         |
| 2000 | 365.777     | 2.750.000   | 13,3        | 66         | 41         | 25         | 5.542                     |         | 34        | 119       | 29         |
| 2001 | 775.000     | 3.500.000   | 22,1        | 66         | 43         | 23         | 11.742                    |         | 30        | 112       | 26         |
| 2002 | 925.000     | 4.600.000   | 20,1        | 76         | 48         | 28         | 12.171                    |         | 39        | 112       | 27         |
| 2003 | 811.900     | 3.536.000   | 23,0        | 76         | 48         | 28         | 10.682                    |         | 35        | 112       | 27         |
| 2004 | 875.000     | 2.942.148   | 29,7        | 66         | 46         | 20         | 13.257                    |         | 28        | 181       | 29         |
| 2010 | 877.000     | 3.200.000   | 27,4        | 86         | 54         | 32         | 10.198                    |         | 8         | 209       | 34         |
| 2010 | 627.000     | 2.600.000   | 24,1        | 73         | 41         | 32         | 8.589                     |         | 8         | 209       | 27         |
| 2013 | 269.000     | 1.893.000   | 14,2        | 103        | 55         | 48         | 2.611                     |         | 61        | 229       | 31         |
| 2016 | 450.775     | 2.063.000   | 21,9        | 108        | 64         | 44         | 4.173                     |         | 60        | 259       | 35         |
| 2019 | 478.367     | 3.050.823   | 15,7        | 135        | 84         | 51         | 3.543                     |         | 69        | 322       | 41         |
| 2021 | 494.970     | 3.156.741   | 15,7        | 146        | 95         | 51         | 3.390                     |         | 67        | 361       | 46         |